# Alfredo Pasini
Alfredo Pasini (Pordenone, 27 aprile 1954) è un politico italiano.

## Biografia
Nato a Pordenone nel 1954, si laurea in Ingegneria Meccanica all'Università di Trieste. Lavora dapprima nel settore tecnico-organizzativo della Casagrande SpA e successivamente nel settore commerciale della Gretag San Marco, azienda del gruppo Ciba-Geigy, dove ricopre il ruolo di area manager per il Medio Oriente, in particolare in Arabia Saudita, Kuwait, U.A.E., Bahrein, Qatar, Oman, Yemen, Egitto, per l'India e la Jugoslavia. Titolare di cattedra, nel 1987 opta per l'insegnamento negli Istituti Tecnici di Pordenone.
Iscritto alla Lega Nord, alle elezioni comunali del 1993 è candidato a sindaco di Pordenone e accede al ballottaggio contro Maria Alberta Manzon della coalizione di centro-sinistra. Vince con il 57% dei voti e si insedia alla guida dell'amministrazione comunale il 21 giugno 1993.
Nel maggio 1997 viene riconfermato per un secondo mandato, battendo al secondo turno lo sfidante dell'Ulivo Claudio Cudin con il 53,69% dei voti. Nello stesso anno è nominato componente effettivo del Comitato delle Regioni a Bruxelles e componente effettivo della conferenza dei Sindaci a Roma, posizioni ricoperte fino al 2001. Resta in carica come Sindaco fino al febbraio 2001 quando il consiglio si scioglie a tre mesi dalle elezioni in seguito alle dimissioni di molti consiglieri. Nel giugno di quello stesso anno è eletto in consiglio comunale con una lista civica rimanendovi fino al 2006.
Dal 2007 al 2011 collabora con Permasteelisa Group nel settore della climatizzazione radiante operando anche nel settore delle energie rinnovabili fino al 2013. Dal 2015 al 2017 è consulente aziendale nel settore delle macchine e della automazione per la lavorazione del legno. Iscritto all'Ordine degli Ingegneri di Pordenone è CTU e Perito del Tribunale di Pordenone.